# E'S
『E'S』（エス）は、結賀さとるによる日本の漫画作品。また、それを原作としたドラマCD、テレビアニメ作品である。『月刊Gファンタジー』（スクウェア・エニックス）にて1997年1、2月号で前後編構成の読切版を経て、同年5月から2009年8月号まで連載された。2010年現在、同誌の最長連載作である。

## ストーリー
三度目の世界大戦である「第三次世界大戦」が「国家」という枠組みを解体し、「企業」に人々が帰属する時代。精神力を物理的な力へと変換させる「能力者」達が生まれ始め、人々は彼等をE'S（エス）と呼び、恐怖と憎悪の対象としていた。
「アシュラム」と呼ばれる能力者部隊に所属していた少年・戒は、遺棄された巨大人工都市「ガルド」に存在するゲリラへの攻撃中、同じアシュラムのメンバーであり戒の存在を疎んでいる少年・神龍によって攻撃され、負傷しガルドに住む明日香＝篤川に助けられる。
その後、アシュラムに帰還しようとするが、アシュラムの放ったイエーガーによる虐殺現場を目撃、アシュラムの行いに疑問を感じアシュラムに戻ることを拒み、襲ってきたイエーガーを撃破した後ガルドにとどまる。

## 登場人物
※声優は特に記述がない限り、テレビアニメ版を記載。CDは全てテレビアニメ以前のCDブックのキャストを記載。
戒＝玖堂（カイ・クドウ）
声 - 泰勇気 / 幼少時 - 高木礼子 / 緑川光（CD・OVA）
本作の主人公。超能力者保護を行う企業「アシュラム」の能力者部隊に所属していた。ガルドでのゲリラ掃討作戦から状況が一変。様々なトラブルが重なる中で勇基や明日香らと出会い、軍を抜け出す。知らなかった真実を目の辺りにする中でアシュラムへ疑念を抱き、妹の光流を取り戻そうとする。
繊細で心優しい性格だが、優柔不断で現実が見えていない。曳士達の研究チームにより人格改変や記憶修正を受けていたらしく（彼ら曰く、戒には書き換えが出来ず、塗り替えしかできない）それらが解けた現在一人称が僕からオレに変わるなど、性格や言動に大きな違いが見られる。
その能力は、戒自身が所持するレセプター能力を利用し、曳士達が光流の能力を移し代えた物である。その力の強大さゆえに、長い間抑制され続けていた。しかし、ゲリラ殲滅戦以降、アシュラムによる力の抑制がされなくなったためその力は現在、圧倒的なまでに膨れ上がっている。レセプター能力が完全に覚醒してからは、精神感応力が使えるようになった。しかしその反面、有機物（生物）を遺伝子のような形状でしか見ることかできず、そこにいるのが人間なのか、その他の動植物なのか、人であっても誰なのかが認識できないという弊害も出てきた。（写真内の人間は認識できたため、能力の影響よりも精神的な影響であると結論づけられている）
その後、シェリーが送り込んだ神露と戦い、彼女を殺さないように懇願する明日香の目の前で彼女を殺害してしまう。そして全ての決着を付けるために単身アシュラムへ乗り込み、たどり着いた光流の遺伝子貯蔵庫の中で曳士と対峙。辛くも勝利し、光流の遺伝子バンクを全て破壊。戦いに終止符を打った。曳士にとどめをさす為にすべての能力を排出。以後、一切能力を使えなくなったが、浅倉は「生物学上、人間となったわけではない」と語っている。
一連の騒動が収束した後はジュマのボディガードとなっており、休日には光流の遺伝子が流れた事で回復している海を調査するべく、釣りに没頭する姿が見受けられる。当初はハイヒールを履いても勇基より背が低かったが、エピローグでは彼を抜くほど伸びた模様。
出生が光流よりも後のため、本来は戒が弟であるとされていたが、実は恵が光流を身篭る際になくなっていたと思われた受精卵こそ戒であり、光流の兄で間違いない事が、曳士の口から語られた。
女装が映える中性的な容姿に反して甘いものが非常に苦手であり、ジュマがナイトホークを「ザッハトルテ」と改名した際には強い拒否反応を示している。
明日香＝篤川（アスカ・トクガワ）
声 - 小林沙苗 / 池澤春菜（CD・OVA）
本作のヒロイン。ガルドに流れ着いた戒を救った動物好きの心優しき少女。幼い頃に孤児としてガルドをさまよっていた所を勇基に拾われ、彼を義兄として慕う。殺人的なまでに料理が下手。しかしマリアが同棲するようになってから「少しは進歩した」との事。それ以外でも様々な場面で天然ボケとトラブルを連発する。後に、相手の心を感知し、自らの心を相手に伝える精神感応力を持つ能力者である事が判明する。戒に好意を寄せている。
戒の人格統一後は彼から心が離れかけたが、戒の傍らで穏やかに眠るユンカースを見て彼を信じ続ける事を決意する。ただしあくまで非戦闘員であり、戒が神露を殺害する様を目の当たりにした際には彼に手を挙げようとしたが、済んでのところでとどまっている。今際の際の神露から神龍への想いを託され、エピローグにて、感応能力を利用して人探しを手伝っている際に、たまたま出会った神龍に神露の言伝を伝えている。
勇基＝篤川（ユウキ・トクガワ）
声 - 松本保典 / 小野坂昌也（CD・OVA）
ガルドで「便利屋」を営む青年。ゲリラの主導者・衿宮から「カルヴァリオの秘蹟」の発見を依頼され、明日香が戒を発見してから生活は一変。招かれざる客が次々と押し寄せ、教会から次期教皇に指名されるなど、混乱の日々を余儀なくされる。当初は他の人間と同様に能力者を毛嫌いしていたが、戒やゲリラのマリアと言った能力者達との接触と、浅倉に能力者について師事する内に、能力者への偏見をなくしていっている。義妹の明日香をとても大事にしており、能力者である事が判ってからはなんとしても彼女を守ろうと決意する。愛用している銃はコルトパイソン357マグナム。占い師（本業は情報屋）のサラ曰く「女子供には手を上げない」などと言っていたらしい。“良い人”に見られるのが苦手で、他人を挑発するような物言いをすることが多いが、明日香はその真意を察することができるようである。マリアに好意を持ってからは、彼女に対する態度を徐々に軟化させている（恋愛感情を明確に自覚し、意識的に態度を軟化させるのはジュマに指摘されてから）。カルヴァリオの秘蹟を探す中で、衿宮が本当に託したかったものに気づき、教皇を引き継ぐ事を決意。曳士＝鷺宮らが引き起こす世界の危機には、教皇を語ってGの人々を導く。
ガルド各地で頻発する、人体の炭素変化に混乱する住民達を制すると、彼らの脱出を手助けするために一騒動起こすために活動する。しかしたまたま進入した場所がガルド侵攻作戦の本部であり、和＝直隅によってその進路を阻まれ、彼の全身に銃弾を叩き込むも、不死体である直隅の反撃を受け、両腕を切断される。瀕死の状態でマリアに救出され、ジュマと合流した。
後に浅倉によって義手を取り付けられている。
ユンカース
篤川家で飼われていた犬が産んだ黒い子犬。共に産まれた兄弟犬と共に、戒によって黒い戦闘機の名前を与えられた。（兄弟犬ナイトホークはジュマにもらわれ、ザッハトルテと改名された）
直接の飼い主である戒には非常に懐いており、人格統合に戸惑う篤川家から逃げるように単独行動をとろうとする戒についていき、戒の心を落ち着けると共に彼がその真意を仲間達に語るきっかけを作っている。また、「妹を殺す」という物騒な決意を語る戒の傍らで眠るその様は、明日香が戒を信じる決定打となっており、人間ではない立場から飼い主を支え続けた。
成犬となった際は母犬に似た姿に成長し、篤川家の愛犬として可愛がられると共に、海洋調査に向かう戒に呼ばれ付き添う姿を見せている。
マリア
声 - 平松晶子
ゲリラの一員で育ての親の衿宮を「おじい様」と慕う能力者の女性。彼の悲願である「カルヴァリオの秘蹟」の発見のために明日香を攫うつもりだったが、マキシムの強引なやり方に反旗を翻し、勇基と明日香を同行させてアジトへ戻る。しかし、辿り着いた頃にはマキシムらの手によって衿宮は殺されており、アシュラムに復讐を誓う。その後勇基の家へと彷徨い込んで居候する。同居人の戒をアシュラムの軍人と知り激しく憎み殺そうと考えていたが、ある仕事を境に徐々に関係は氷解。趣味はタロット。ジュマ曰く「戒に惚れている」。
勇基が直隅と対峙し両腕を失った際に彼を助け、教皇としてガルド住民を導く彼の声を届けるべく、通信端末を手に取っている。本編終了後も篤川家に居候している。
ジュマ・ダルヴァザルク
声 - 福山潤 / 幼少時 - 南央美
養父が経営しているガトーヴィ社のE部門製品開発室長。専門は工学で、能力者の研究に興味を示している。自らが開発した対能力者用兵器の実験のため能力者が集まるガルドへやってきて、勇基と戒に護衛を頼んだ。ロマンチストで、明日香に一目惚れしてしばしばアプローチをかける。当初は義父に対して距離を置いていたが、明日香の「ちゃんと話をしないと」という言葉で義父と和解している。
浅倉の「生き物の気持ちが分かっていない、動物でも飼え」という言葉に従い、ユンカースの兄弟犬・ナイトホークを引き取り「ザッハトルテ」と名付けて飼っている。
曳士＝鷺宮（エイジ・サギミヤ）
声 - 高瀬右光 / 三木眞一郎（CD・OVA）
アシュラムの能力者研究チームのチーフであり、能力者部隊の指揮もしている。茅＝一美とは同期でありアシュラムの経営者から全幅の信頼を寄せられている。戒と光流に異様な執着を見せ、光流の能力を使いガルドで何らかの計画を実行しているようだが、その全貌は不明である。父親によって人工的に作られた能力者で、死者を蘇らせることが出来る。マキシムにはその真意について「世界は病んでいて成長を止めている。それを早めたい」と伝えている。
光流が、父と恵＝玖堂との子供、すなわち義妹である事を知っており、戒との最終決戦において、彼の行動は光流を守り、自由にしたい一心で行われていた事が語られる。そして、光流が自身を殺す相手として選んだ戒の成長も見守り続けていた。全てを語った上で、戒のすべての能力を受け止め、絶命した。
上記のように曳士も強力な能力者であり、マキシムからは「光流と同等かそれ以上」と評されている。
光流＝玖堂（ヒカル・クドウ）
声 - 望月久代 / 佐久間レイ（CD）
戒の妹。アシュラムの保護施設で過ごす。制御不能なほどの強大過ぎる能力の持ち主でそのせいで体を病んでおり、肉体の成長が9歳の頃から止まっている。他人に力や意識を振り分けるアポトーシス能力を持っている（能力や意識の譲渡が確認される、後にされる事になる人物は、戒・マキシム・喬など）。戒と同様に、その人格形成には重大な秘密が隠されており、実際には戒の「妹」ではなく「姉」であると言われる。しかも、強姦を受けた時にできた子供であるという事実もある。即ち、曳士同様、鷺宮による人工の能力者であり、光流自身の身体では耐えられないほどの強大な能力を得ている。しかし胎児の段階で自身の未来を予見していたのか、元々恵が妊娠していた胎児を生き長らえさせ、誕生させた。これが「戒」である。幼い頃は戒が彼女の能力を排出するためのレセプターとなっていたが、アシュラムに移ってからは、機械を使って排出し続けていた。しかし最終巻においてはすでに身体さえも失われており、遺伝子だけの存在となってアシュラムに貯蔵されている。それでもなお、ある程度の意識は持ち合わせており、直隅や戒と会話をしている。最終話において、戒の手でそれら貯蔵庫がすべて破壊され、昇華された。一応、本作の黒幕のような存在ではあるが、一貫して戒や曳士を慕って離れない無垢な少女として描かれ続けていた。
彼女の遺伝子が海に流れた事で海が生き返るはずであり、エピローグでは戒が海洋調査のために釣りに没頭する姿が見受けられる。
アニメ版では、無事救い出され、明日香と共に兄の帰りを待つ。
神露（シンルー）＝ベルヴェディア
声 - 渡辺明乃 / 菊池志穂（CD） / 堀江由衣（OVA）
アシュラムの能力者部隊の一員で、神龍とは双子の姉弟。感情をストレートに表現する情熱的な性格で、戒に好意を寄せている。ガルドからの帰還後、アシュラムに人格改変をされて凶暴的になり、過去のトラウマと相まって人の見分けがつかない程に精神を病んでしまう。"幻痛"の有効性に頼った神龍の捨て身の行動により、何とか回復するが、椿を装ったメールを送ったシェリーの姦計により、勇基の家へ向かう。完全に正気を失っており、自身と人魚姫をリンクさせ、いわば人魚姫の王子にあたる戒を殺し、さらにそれを取り巻く姫、明日香やマリアをも殺害するために奮闘する。光流の力が取り込まれているのか、分裂を作り出すほどの能力を見せるも、戒に胸を貫かれる。意識を失った彼女は、精神感応を持つ明日香に、神龍に生き続けるよう言伝を頼み、息を引き取った。
アニメ版では、神龍に救われ、2人で旅をしている。
神龍（シェンロン）＝ベルヴェディア
声 - 小沢雅子 / くまいもとこ（CD） / サエキトモ（OVA）
アシュラムの能力者部隊の一員で、神露とは双子の姉弟。特殊触知能力（サイコメトリ）の持ち主。神露を守る、と心に決めており、彼女が戒に興味を示してからはとにかく彼の事が嫌いで何かとつっかかっており（部分的に嫉妬しているところもある）、ガルドでの作戦中に戒を本気で殺そうとし、彼をアシュラムからの追放に追い込んだ。
神露の暴走をきっかけにアシュラムが能力者を使い人体実験を繰り返していることを知るが、神露を絶対に守ると誓った後、アシュラムに戻る。だが、調整を受け次々と変わっていく神露（シンルー）に自暴自棄になったが、一美＝茅の協力により神露（シンルー）が人格改造の調整を受けさせられている事を知り、戒と同じくアシュラムとは別行動を取るようになり、神露（シンルー）の本来の人格を取り戻す行動を取る。一美と一緒の時間を過ごしていくせいか、いつも暴れん坊な性格に少しだけ協調性が生まれ、戒と共に兄弟を取り戻すため協力的になる。
忽然と姿を消した神露を探すためにアシュラムの端末に潜入するが、同じく端末をハッキングしている何者か（シェリーだが、神龍は見抜けなかった）に阻まれ、偽者の神露と戒と対峙。これを撃破するも、神露の行方も対峙していた者の正体も掴めなかった。全てが終わった後、偶然であった明日香に神露からの言伝を言い渡される。結局劇中において、彼が神露の末路を知る事はなかった。
瑠璃＝久石（ルリ・ヒサイシ）
声 - 川澄綾子 / 佐久間レイ（CD）
アシュラムの能力者部隊の一員だったが、戒と共に出発したガルドのゲリラ掃討作戦で死亡してしまう。以後、戒は彼女の死の遠因を作った自分を責め続けることになる。小説版ではかなりの重要人物。マキシムと（すぐ返り討ちにされるが）戦闘するシーンもある。
椿（ツバキ）
声 - 高木礼子
アシュラムの能力者部隊の一員。ゲリラ掃討作戦では神龍・クリスとメンバーだった。ギベリーニの戴冠式の警備としてガルドに赴いた時に戒と再会するも、喬によって殺害される。この出来事が、本来の人格が出た事で人格の変化前と後で記憶が分かれていた戒の記憶を統合させる事となる。神露とは仲が良かったが、そのため椿の名を騙ったシェリーのメールにより、神露の末路が決定付けられてしまった。
クリス
声 - 三浦祥朗
アシュラムの能力者部隊の一員。ゲリラ掃討作戦では神龍・椿とメンバーだった。能力者にしては楽観的な性格で、神龍にパシリに使われるなど、貧乏くじを引くことが多い。ギベリーニの戴冠式で神龍の腕章を取りに行った事で戒と再会するが、戒が生きていた事に驚いていた最中に肘鉄を食らって衣類を奪われる。神龍の笑顔を見ている、数少ない人物である。
衿宮（エリミヤ）
声 - 辻村真人
ガルドでゲリラを指揮していた人物。その正体は教会の最高権力者であるマルティヌス14世。アシュラムのクローン研究によって造り出された存在で、教会内部に送り込まれたが、両勢力から決別してゲリラを結成した。精神感能力者で未来を予知することができる。マリアの育ての親。マキシムらによって殺され、その脳はアシュラムに持ち込まれる。その後、明日香を通じてマリアに伝言を残すなど後々の戒達の行動へも影響を与える。
マキシム＝フェラー
声 - 飯田浩志
アシュラムに所属する特殊能力者。マリアが所属するゲリラに身分を隠して潜入、壊滅させる。他者の能力を吸収するドレイン能力の持ち主。そのドレイン能力で衿宮の所持していた精神感応力をコピーして使用している。光流から能力を受け継ぎ、戒の代わりとして開発されている。戒に自分の能力を与えた後に死ぬことを望むも、戦闘の直前に会った光流によって別の意識を植えつけられる。その後やってきた曳士に邪魔と告げられ、自らの生きる目的を見い出し、果したと判断し、自らの胸を貫き灰と散る。曳士が戒を恨んでいるかのようなビジョンを戒に見せつけたものの、彼の真意は別にある事を知っている事から、曳士を理解する数少ない人物と言える。
シェリー
声 - 中西裕美子
アシュラムの能力者。神龍同様、特殊サイコメトリを持つ。女性のような格好と髪（かつら）、口調をしているが、れっきとした男性である。彼の父親はアルコール中毒だったために母親に殺され、その母親とともに各地を転々としていたところ母親が病にかかる。様々な医者を転々としたが、しばらく経ってアシュラムに保護される。その時部屋には複数の医者の死体と母親の死体があり、母親はその中の誰よりも先に亡くなっている。こういう「母親への愛」がシェリーの女装癖を引き起こしているとされるが、当人は「父を殺した母（女）が最強且つ恐怖の対象で、それに倣っている」と言っている。神露のファーストキスの相手。また、神龍には男性だという事はばれていない。
神露を騙して戒と何度か対峙させるもその度に撃退される。神龍によって神露が連れ戻された際には、椿を装ったメールで戒を殺害するよう仕向けた。
全ての終焉に喜ぶ世界の中にあっても、結局彼の心が晴れる事はなかった。
喬（キョウ）
声 - 立花慎之介
幼少の頃に住んでいた村で銃器による殺人事件を犯し、アシュラムに引き取られた後に能力が開花する。能力は神龍と張り合えるほど強力で、ゲリラ程度の能力者なら一蹴できるほどである。非常にサディスティックな面があり、人を傷つけることをいとわない。その一方、自分以上の能力を持つマキシムに対しては低姿勢。戒＝久堂の捜索チームに所属するが、命令を無視して戒を殺そうとする。しかし、圧倒的な能力の差から敗北。後に再び相まみえるも惨敗し片腕を失う。その後、光流と接触し新たな腕と強大な力を手に入れるが、力を過信しマキシムに戦いを挑み敗北。その回復力から異形の姿となりアシュラムに捕われる。光流に誘導されガルドにて教会警護の能力者と戦い彼らを多数殺害するも、戒に敗れて灰となる。
和＝直隅（ニキ・ナオズミ）
声 - 立木文彦
曳士の命令の下で色々な仕事をする陸軍大尉。「オレは死んでも死なないが」という発言のとおり、一度死亡した後に利害関係が一致した曳士によって蘇生されている。評議会に出席する婦人が、能力者の身体をファッション感覚で切り貼りしているのを懸念し、能力者に対しての偏見はなく、むしろ擁護している節がある。
ガルド侵攻作戦における司令である曳士の代理に任命されるも、計器に囲まれて鎮座する立場に耐えられないとの事で、施設に侵入した勇基を排除するために退室、勇基と対峙する。マリアに阻まれるも、彼の両腕を切断した。
実は曳士が死亡した際に施設の機能を停止するよう曳士から言われており、彼の死期を悟るとシステムを緊急停止。曳士の死をもって、直隅も死亡した。
奎吾＝浅倉（ケイゴ・アサクラ）
声 - 成田剣 / 長島雄一（CD）
ガルドで町医者を営む男。酒が好物。かつてはアシュラムで能力者研究に従事していたが、人体実験に対する意見の違いからアシュラムを出る。その後、戒や明日香の能力を見たり、勇基に能力者に関しての知識を与えるなど物語の根本に大きく関わってくることとなる。アシュラムに対してはあくまで傍観の立場でいようとしていたが、その願いもむなしくこれらの事件に巻き込まれていく事になる。響子＝茅、曳士＝鷺宮の父親はかつての同僚で因縁めいた関係。アシュラムから出た後は、一時期、直営の大学の教授に就任。一美、曳士の恩師であるが、実技授業を避け、「アシュラム屈指の執刀技術」を生徒達に見せなかったために、評判は悪かったようである。
一美＝茅（ヒトミ・チガヤ）
声 - 水谷優子
曳士＝鷺宮の友人で彼に一方的にライバル心を燃やす。奎吾＝浅倉を尊敬している。また、曳士にとっては気を許せる数少ない人物であり、無精ひげを生やすといったいつもとは違う彼の姿を度々目撃している。
アシュラムの研究員だが能力者研究に従事していた訳ではなく、神龍と密かに会って彼の面倒を見る内に、叔母の響子のコネで後に能力者研究チームに入る。
曳士と彼の父の研究の秘密に触れ、奎吾＝浅倉にその詳細を伝える。その秘密に触れた際、助手に撃たれるものの生きていた。
もしもの時のために神龍に伝言を残しているところ、ラボを停電させた曳士が突如現れ、彼女の境遇について語りかける。
実は学生時代に猛犬に襲われた際に一度死亡しているも、曳士の能力によって蘇生しているというものだった。
神露を救うためのプログラムを、曳士によってその脳裏に焼き付けられるものの、終焉を悟った曳士によって「処分」された。
ずっと曳士に好意を寄せていた。また、曳士が光流以外で大事だと思っていた、唯一の人物でもあった。
響子＝茅（キョウコ・チガヤ）
声 - 松井菜桜子
アシュラムの能力者研究チームのトップで、曳士の上司。一美は姪で、曳士の父と奎吾＝浅倉はかつての同僚。非常に厳しい性格で、子供であっても容赦せず、能力者をモノのように扱っているが、どういった動機で曳士の行動を見守っているのかなどは謎が多い。光流がマキシムや戒の動向に大きく影響している事を理解している数少ない人物。
光流の遺伝子バンクを管理していたため、直隅がシステムを緊急停止した際には突然の出来事に呆然としていたが、その後どうなったかは不明である。
鷺宮
曳士の父。故人。浅倉や茅と並んでアシュラムの優秀なスタッフであったが、妊娠して間もない恵＝葵が茅によってトップチームに参加した時に彼女を意識するようになり、ある事件がきっかけで辞職する恵を強姦し、光流を孕ませてしまった。しかし恵が子供に殺された事を確認すると、自分が欲しいものは何一つとして得る事が出来ない事に失望したのか、手記を残して脳移植を繰り返していたアシュラムの会長に身体を提供し、事実上死亡している。数々の人体実験をつづけたアシュラム会長も、移植が成功した直後に曳士と会った際には彼を心配する態度をとっている。彼にとって恵は、最初で最後の愛した人であった。
恵＝玖堂（ケイ・クドウ）
戒と光流の母。故人。旧姓は葵。元はアシュラムのスタッフで、妊娠を機に寿退社の予定であったが、茅のアシスタントしてトップチームに異動した時に、実験中の能力者が暴走する事件が起こり、能力を使って鷺宮・茅・浅倉を庇ったため、その責任を感じて退社より1か月早く辞職する。その挨拶として鷺宮の部屋へ訪れた時に強姦を受け、元々いた子供に代わって光流を身篭ってしまう。後に本来の夫との間に設けていた、戒を出産したものの、光流か光流の能力をレセプトした戒によって殺害される。
レオニード＝モニオ
声 - 諏訪部順一 / 小杉十郎太（CD）
ガルドで探偵業を営む男。勇基の仕事仲間で、ガルドの最大の秘密・カルヴァリオの秘蹟を狙って教会を嗅ぎ回る。その後、勇基にガルド地下の核発電施設を制御するパスワードを教えられ、そこから衿宮が組んだ教会監視用プログラム「魔導方陣（テクノラシート）」を発見する。更に戒との仕事中もう1つのパスワードを教えられ、アシュラムがここまで巨大な企業にのし上がった理由を調べようとする。ガルドから政治家達を脱出させる事で荒稼ぎしようとしていたが、意図せずとも勇基にことごとく邪魔をされ、ついにはガルドを守るために教皇、即ち勇基をアシュラムに差し出す事を画策。勇基に連絡するも電話の携帯を勇基が忘れており、たまたま出た明日香の感応力によって、彼女にその計画を知られてしまう。タレこみを受けたボル・カーナルの依頼を受けたユビキタスによって、魔導方陣を使ったアシュラムが集う南港湾を爆破させるよう強要された上で暗殺された。
サラ
声 - 桑島法子
ガルドで占い業を営むが、情報屋としての裏の顔も持つ勇基の仕事仲間。アシュラムに目を付けられていた勇基を眠らせてアシュラムに渡そうとしたが、睡眠薬を飲まされた事に気付いた勇基に殴られ、レオニードにそれについてグチをぶつけたりした。しかし勇基への仕打ちは反省していたようである。
レジン
同じくガルドで情報屋を営む勇基の仕事仲間。ゴーグルをいつも付けている。
陸生（リクミ）
声 - 三浦祥朗
ガルドで海運業を営む男で、勇基の仕事仲間。部下にバドがおり、船長（キャプテン）と呼ばせている。明日香のスリーサイズを視認で判別。
バド
声 - 斎賀みつき
見かけは幼いが、陸生が船長を務める船の船員。勇基の仕事仲間。陸生の影響か、下ネタの知識もしっかり持っている。
明日香には振り回されていた。
ギベリーニ
声 - 谷口節 / 曽我部和恭（CD）
現司教で、ゲリラと結託するなど保身のために余念がない。教皇となり、権力を増すことで「世界の王」として君臨しようと画策していたが、曳士の策略や光流の能力によってその夢は潰える。
能力者の真実を知ってからはその悲惨さに頭を抱え、衿宮の話題が出た時には最高敬語を使うなど、決して利権だけの人物ではない事が示唆されている。
ラファエル
声 - 福圓美里
戒が教会で発見した能力者の子供で、他人の意識に介入出来る感応能力者（テレパシスト）。教会に能力者同士の賭け闘技の駒として利用されていた。
一番の仲良しだったサマエルにそっくりな戒によく懐いている。
戒の前では無邪気にしていたが、サマエルを殺してしまったことに心をさいなまれており、サマエルそっくりな戒に対して許しを求めていた。
賭け闘技で親友のサマエルを殺してしまったときに右目を抉られて、それからは前髪で隠した右目は空洞になっている。
後に、戒と勇基の手によって他の子供ともども孤児の施設に預けられ、能力を封印しての生活を送る。
サマエル
教会で賭け闘技の駒として利用されていた子供で、最も高い能力を持っていた。しかし親友のラファエルを殺す事は出来ず、彼の片目を抉り取って絶命する。戒と瓜二つであり、ラファエルが戒に懐くのはそのためであるのだが、彼、もしくは戒のクローンらしきものが培養されているのをガルドに赴いた神露が目撃しているため、ラファエルらと共に彼もまたそれに順ずるものである可能性がある。
ガブリエル
声 - 今井由香
アンドリュー
声 - 日髙のり子
アニエル
声 - 平松晶子
リック・ウェーバー
声 - 鳥海浩輔
エドガー・ハンソン
声 - 三木眞一郎
ボル＝カーナル
アシュラム配下になったガルドの警察機構を新しく取り仕切る役目になった男。犯罪者に人間も能力者もない、というポリシーを貫いている。アシュラムの考えに賛同しているわけではなく、アシュラムからの引き戻しを覚悟してまでマリアを守ろうとアシュラムの能力者として警察に命令した戒を釈放し、彼がアシュラムに引き戻される事を阻止している。二度目に会った時も事件について話したりコーヒーをおごったり、少なからず信頼は置いているようである。名前はファンから募られた。
明日香を戒と見間違えた事で、自分に精神感応力があるのではないかと疑っていたが、火傷の男の素性と目的を見抜き、その疑惑が確信になる。
明日香からのタレコミを受け、ユビキタスにレオニードの処理を依頼している。
グリズリー
戒とマリアが和解するきっかけとなる事件の舞台となった、アシュラムが経営する病院に入院している少年。「また人が殺される」と勇基に何度もメールを打ち、本事件の解決を依頼した。人相が悪い上に声を出す事が出来ないため、入院する子供達の親玉のような存在となり、彼らとともにいたずらしているうちに看護婦達からも目を付けられていた。しかし妊婦達には彼の本心が理解されていたようで、マリアも彼の優しさを理解している。マリアに心底惚れてしまった。
メリック
戒・勇基が十二企業の1つであるクローフから運び屋の仕事の依頼を受けた際に襲撃した能力者の男。クローフの違法な能力者研究の実験体であり、生物の遺伝子を植えつけられ、皮膚が装甲のように固い。最初からクローフが戒・勇基ごとエイオスを処分しようとしていたことを知っているので彼らを助けようとしていた。戒らが運んでいた荷物が彼の妻のエイオスと知って和解する。戒に、アシュラムがガルド調印に乗り込んでくる事を伝える。
エイオス
戒・勇基が十二企業の1つであるクローフから運び屋の仕事の依頼を受けた際の、その荷物の正体。クローフが秘密裏に研究していた能力者の実験体であり、メリックとは夫妻。メリックとの誤解が解けた事により、勇基によって彼らの仲間の下へ無事に引き渡される。
ドレイク
声 - 目黒光祐
バルク
声 - 川津泰彦
ゲリラの幹部で能力者。ゲリラの本部で、衿宮の遺書を勇基に、脳をマリアに渡し、核発電施設管理コンピュータ制御のためのパスワードを伝えた後、喬達との戦闘により死亡。能力を使う際の詠唱を「気休め」と称する考え方に、勇基は好感を抱く。
テオ
声 - 中村悠一
ユビキタス
レオニードを殺害しようとして戒に殴打された、火傷顔の男。
敬虔なキリスト教徒で、マルティヌスの意志を穢す者を葬るために、自身の顔を焼いて暗躍していた。
精神感応力を発揮したボル＝カーナルにその素性と目的を見透かされ、逮捕されるも、明日香のタレコミを聞いたボル＝カーナルに釈放され、真の教皇を助けるためにレオニードの「懺悔」を見届け、彼を殺害する。
アーネスト＝カーリッジ
勇基と明日香の出会いを描いた特別編「夕日のCarillon」「昔日のCarillon」に登場するキャラクター。勇基が幼い頃世話になっていた教会の牧師で、アルバイトをしながら孤児の世話を務める献身的な人物。幼い勇基はどこか掴み切れない態度を取られていたが、ある種の憧れも抱いていた。アルバイトの作業中の事故により死去。

## 用語
能力者
本作の世界観で重要な役割を持つE'S・能力者。タイトルの「E'S」とは作者曰くフロイトの心理学用語で「無意識の自我」を指す「エス」から取ったものとの事だが、作中では概して「能力者」を指す言葉として用いられている。ただ、作中世界では一般の人間がよく使うものではなく、大概は「能力者」と呼ぶ事が多い。
能力者とは、作中の企業が世界を支配する構図となった時代の中で生まれてきた人類の突然変異種であり、その数は徐々に増え続けている。彼らはイメージした事を具現化する事のできる、文字通りの超能力者である。しかし、万物の頂点に立つ人類にとって、強大な力の持ち主である能力者は危険で忌避すべき存在と捉えられ、大半の能力者は人間からの迫害を受け、被差別者としての立場を余儀なくされている。そうして生まれながらにして社会的に低い地位に追いやられる彼らの中には自虐的、自暴自棄になったり、生活のために能力を駆使して非行や犯罪に走ったりする者も少なくなく、それがさらに一般市民からの差別に拍車をかける悪循環に繋がっており、この事は新たな争いの火種となっている。
その一方で、能力者は便利で強大な兵器として人間に利用されている。世界を支配する十二企業の1つ「クローフ」では能力者の改造を行い、教会では禁忌を破ってまで能力者のクローンが密かに作られている。さらに富裕層は賦活能力に優れた能力者の肉体を生体材料として自らの美容整形や老化対策に用いるなど、彼らを大いに利用している。そんな中で、十二企業の1つ「アシュラム」は、能力者保護を買って出、能力者を部隊とした組織を作るなどの独自の策を打ち出し、僅かながらも能力者に対する偏見排除に一定の効果を上げ、アシュラム内に所属する限りにおいてだが能力者の地位向上の機会も作り上げている。しかしその「アシュラム」内でも、裏では能力者に対する意識操作や洗脳を施すなどの重大な人権侵害が行われ、やはり兵器として利用している事に変わりない。
“危険な存在”、“便利な道具”として扱われる能力者の抜本的な地位向上、差別の排除の実現は未だ遠いのが作中の現状である。
アシュラム
世界を支配する十二企業（後述）の1つ。十二企業の中では最も歴史が浅く、元々は一製薬会社であったが、能力者研究を始めて商業に利用してから急成長を遂げた。しかしその成長には謎も多く、教会とのただならぬ密接な関係が垣間見られる。
教会
世界中の宗教機関を1つに纏め上げた宗教団体。
G（ガルド）
かつては最先端技術が持ち寄って構築されようとした計画都市だが、途中で放棄されてしまった。富裕層から貧民まで幅広い層の人間が集い、都市整備が進んでいない事から治安も良いとは言えず、アングラなイメージも強い。ただし、能力者にとっては幾分住みやすい環境ではある。『E'S』の物語はほとんどここが舞台となっている。
カルヴァリオの秘蹟
衿宮が勇基に発見を依頼したもの。アシュラム、教皇の地位を狙うギベリーニもこれを狙うが、その正体は全く不明。
十二企業
『E'S』の世界は、第三次世界大戦後、国家ではなく企業が牛耳るようになった世界である。その中でも頂点に位置する企業が12あり、「アシュラム」「クローフ」はその一員である。

## 登場した超能力
基本的な能力
特殊能力者が備える基本的な超能力としては主に、物体浮遊、飛翔、透視、瞬間移動、再生・治癒、物質の形質変化、熱運動の操作及びエネルギーの放出などがある。以下の超能力にも共通する事だが、使用者の実力、健康状態や精神によって効果は大きく変わる。無限に使えるものではなく、酷使した場合は深い休息が必要である。精神に思い描いた事を具現化する能力だが、無意識の内に使用しているケースもある。
レセプター能力 - 使用者：戒＝玖堂
他人の意識や能力を取り込み、受入れ、自身の能力として上乗せ・行使する能力。戒は光流による圧倒的なアポトーシス能力（と、アシュラムから施された洗脳）により無意識下に使っていた。衝撃を受けた場合、感覚過敏で過剰に自身の肉体を傷つけるデメリットもある。
精神感応能力 - 使用者：明日香＝篤川、ラファエル、衿宮、戒＝玖堂、ボル＝カーナル、曳士＝鷺宮
所謂テレパシー。他人の意思・精神を感知し、その意識に入り込んだり、さらにはダメージを与える事もでき、逆に自身の意思を相手に伝える事もできる。物体に宿る思念や記憶も感知できる。稀な特殊能力であるとされる。
ドレイン能力 - 使用者：マキシム＝フェラー
他人の能力を取り込み、自身で行使する能力。戒のレセプター能力と酷似している。
特殊サイコメトリ - 使用者：神龍＝ベルヴェディア、シェリー
特殊触知能力。触れた対象に残る情報を自在に引き出す事ができるものだが、精神感応力者のそれとは違い、機械・コンピュータの類に対して使える能力。
アポトーシス能力 - 使用者：光流＝玖堂
他人に自身の意識や能力を振り分け、間接的に支配することもできる能力。人為的に対象者に使用者の細胞を取り込ませないと使用できない模様。レセプター能力者相手にはよりその効果は大きくなる。光流は無意識に行使している。
予知能力 - 使用者：衿宮
文字通り、ある程度先の未来を見る事ができる能力。衿宮特有の能力であり、マキシムのドレイン能力では取り込めない事から厳密には“能力者の特殊能力”ではない。
屍術能力 - 使用者：曳士＝鷺宮
特別な呼称はないが、使用者の意思で自由に死者の生命を生前と変わりなく生き返らせる事ができ、逆に葬り去る事もできる能力。ただし、対象となる死者自身に生きようとする意志がなければ、使用者でさえも行使は不可。曳士特有の能力。

## 書誌情報

### 単行本
- 結賀さとる 『E'S』 エニックス〈Gファンタジーコミックス〉、全10巻
  1. 1997年12月27日発売、ISBN 4-87025-596-0
  2. 1997年12月27日発売、ISBN 4-87025-316-X
  3. 1998年09月26日発売、ISBN 4-87025-376-3
  4. 1999年06月26日発売、ISBN 4-7575-0048-3
  5. 2000年03月27日発売、ISBN 4-7575-0220-6
  6. 2000年11月27日発売、ISBN 4-7575-0364-4
  7. 2001年05月26日発売、ISBN 4-7575-0465-9
  8. 2002年01月26日発売、ISBN 4-7575-0608-2
  9. 2002年10月26日発売、ISBN 4-7575-0807-7
  10. 2003年08月27日発売、ISBN 4-7575-1016-0

### 新装版
- 結賀さとる 『E'S』 エニックス→スクウェア・エニックス〈Gファンタジーコミックス〉、全16巻
  1. 2003年03月18日発売、ISBN 4-7575-0914-6
  2. 2003年03月18日発売、ISBN 4-7575-0915-4
  3. 2003年03月18日発売、ISBN 4-7575-0916-2
  4. 2003年03月18日発売、ISBN 4-7575-0917-0
  5. 2003年03月18日発売、ISBN 4-7575-0918-9
  6. 2003年03月18日発売、ISBN 4-7575-0919-7
  7. 2003年03月18日発売、ISBN 4-7575-0920-0
  8. 2003年03月18日発売、ISBN 4-7575-0921-9
  9. 2003年03月18日発売、ISBN 4-7575-0922-7
  10. 2003年08月27日発売、ISBN 4-7575-1017-9
  11. 2004年09月27日発売、ISBN 4-7575-1283-X
  12. 2005年06月27日発売、ISBN 4-7575-1439-5
  13. 2006年02月27日発売、ISBN 4-7575-1632-0
  14. 2006年10月27日発売、ISBN 4-7575-1806-4
    - 初回限定特装版 ISBN 4-7575-1718-1

  15. 2008年05月27日発売、ISBN 978-4-7575-2092-9
  16. 2010年02月27日発売、ISBN 978-4-7575-2489-7

### 関連書籍
ポストカードブック
- ポストカードブック ESPECIAL（2003年3月18日発売、ISBN 978-4-7575-0913-9）スクウェア・エニックス

公式ガイドブック
- E’S ワールドガイダンス 零（2003年08月27日発売、ISBN 978-4-7575-1019-7）スクウェア・エニックス

## アニメ版
2003年4月1日より9月23日までテレビ東京系列において『E'S OTHERWISE』（エス・アザーワイズ）のタイトルで放送された。全26話。

### スタッフ
- 原作 - 結賀さとる（スクウェア・エニックス刊『月刊Gファンタジー』連載）
- 監督 - 下田正美
- シリーズ構成 - 千葉克彦
- キャラクターデザイン - 浜津武広
- サブキャラクターデザイン - 北山真理
- メカニックデザイン - 棚沢隆
- 美術監督 - 二嶋隆文
- メイン色彩設計 - いわみみか。
- 色彩設計 - 滝口佳子
- 撮影監督 - 松本敦穂
- 編集 - 松村正宏
- 音楽 - 百石元、三宅一徳
- 音響監督 - 田中英行
- アニメーションプロデューサー - 鈴木重裕
- プロデューサー - 山川典夫、板橋秀徳、萩野賢
- 製作 - テレビ東京、創通映像、ぴえろ

### 主題歌
オープニングテーマ「情報」
作詞 - 野口圭 / 作曲 - UCO、吉見 / 編曲 - 百石元 / 歌 - 推定少女
エンディングテーマ「tonight/midnight」
作詞 - chica / 作曲 - kohei / 編曲 - 渡辺善太郎 / 歌 - チコチェアー

### 各話リスト
| 話数 | サブタイトル                            | 脚本     | 絵コンテ          | 演出              | 作画監督                   |
| ---- | --------------------------------------- | -------- | ----------------- | ----------------- | -------------------------- |
| 1    | 虚飾の平穏-この町は、星が見えない       | 千葉克彦 | 下田正美          | 成田歳法          | 猫部那智子                 |
| 2    | 我ら破壊の為でなく                      | 千葉克彦 | 伊藤真朱          | 伊藤真朱          | 大西貴子 岡辰也            |
| 3    | 放たれた矢                              | 十川誠志 | 新留俊哉          | 秋田谷典昭        | 堀越久美子                 |
| 4    | 漂着の地で                              | 千葉克彦 | 殿勝秀樹          | 平田豊            | 清水博幸 猫部那智子        |
| 5    | 華麗なる助走                            | 冨岡淳広 | 佐藤昌文          | 佐藤昌文          | 飯飼一幸                   |
| 6    | 実験場の街                              | 佐藤勝一 | 中山勝一          | 畠山茂樹          | 小原充                     |
| 7    | パープルデスティニー                    | 十川誠志 | 大和直道          | 大和直道          | 渡辺純夫                   |
| 8    | Interlude ラーメン篤川盛衰記            | 千葉克彦 | 成田歳法 下田正美 | 成田歳法          | 大西貴子 浜津武広 遠藤裕一 |
| 9    | 魅せられたる魂                          | 冨岡淳広 | 新留俊哉          | 宮原秀二          | 松島晃                     |
| 10   | リライテッドメモリー-書き換えられた記憶 | 佐藤勝一 | 佐藤昌文          | 佐藤昌文          | 飯飼一幸                   |
| 11   | スウィートな憂鬱                        | 十川誠志 | しまづ聡行        | 平田豊            | 清水博幸                   |
| 12   | ブラインドスポット                      | 十川誠志 | 中山勝一          | 中山勝一          | 猫部那智子 窪詔之          |
| 13   | 無垢なる情熱                            | 冨岡淳広 | 大和直道 渡辺純夫 | 大和直道          | 渡辺純夫                   |
| 14   | 孤独な流星                              | 千葉克彦 | しまづ聡行        | 宮原秀二          | 松島晃                     |
| 15   | 楽園の住人                              | 十川誠志 | しまづ聡行        | 畠山茂樹          | 大島巧                     |
| 16   | 相似たる器                              | 佐藤勝一 | 佐藤昌文          | 佐藤昌文          | 飯飼一幸                   |
| 17   | 光への脱出                              | 千葉克彦 | 伊藤真朱          | 伊藤真朱          | 大西貴子                   |
| 18   | 同床異夢                                | 冨岡淳広 | 新留俊哉          | 畠山茂樹          | 小原充                     |
| 19   | 導かれるままに                          | 佐藤勝一 | 新留俊哉          | 宮原秀二          | 松島晃                     |
| 20   | 意思と運命                              | 冨岡淳広 | 大和直道 渡辺純夫 | 大和直道          | 渡辺純夫                   |
| 21   | 冷酷な炎                                | 千葉克彦 | 中山勝一          | 中山勝一          | 大島巧                     |
| 22   | 狂想曲                                  | 冨岡淳広 | 佐藤昌文          | 佐藤昌文          | 飯飼一幸                   |
| 23   | 遠い夜明け                              | 冨岡淳広 | 新留俊哉          | 畠山茂樹          | 浜津武広 小原充            |
| 24   | 目覚めし悪夢                            | 千葉克彦 | しまづ聡行        | 平田豊            | 清水博幸                   |
| 25   | 収穫のとき                              | 千葉克彦 | 新留俊哉          | 伊藤真朱          | 大西貴子                   |
| 26   | 来るべき黎明                            | 千葉克彦 | 横田耕三          | 下田正美 横田耕三 | 浜津武広                   |

## OVA版
2001年には『月刊少年ガンガン』・『月刊ガンガンWING』・『月刊Gファンタジー』・『月刊ステンシル』の4誌合同スペシャルアニメビデオにおいて、ショートアニメを収録。『BUS GAMER』（峰倉かずや）、『東京アンダーグラウンド』（有楽彰展）、『ナイトメア☆チルドレン』（藤野もやむ）のショートアニメも同時収録されている。
キャスト
- 戒 - 緑川光
- 勇基 - 小野坂昌也
- 明日香 - 池澤春菜
- 曳士 - 三木眞一郎
- 神龍 - サエキトモ
- 神露 - 堀江由衣

スタッフ
- 演出 - 大庭秀昭
- 絵コンテ・演出・キャラデザ・作監 - 滝川和男
- 彩色設計・色指定 - 木村早苗
- 美術 - 菅原満二
- アニメーション制作：東京キッズ

## 小説版
著者は原作と同じく結賀さとる本人。本編の番外編となる物語。

### E'S  The Time to Baptisma
- 1999年2月発売、ISBN 4-8702-5474-3

超巨大企業アシュラムの特殊能力部隊に属する超能力を持った少年・少女たちは自らの庇護者の命じるままに戦い続けていた。それは、彼らにとって正義であり、それだけが真実だった。戒＝玖堂は、アシュラムで様々な事件を経て様々な真実を知る。それはやがて訪れる悲劇の前奏曲だった。そして、やがて彼らと出会う運命の勇基＝篤川もまた、運命の波に翻弄され始めていた。
大樹
アシュラムの特殊能力部隊に属していた能力者。瑠璃の幼馴染で、好意を寄せられていた。アシュラムのあり方に疑問を持ち、アシュラムを脱走し、クローフに身を寄せる。回想にのみ登場している。
テロリスト
爆弾騒ぎの犯人で、爆弾を遠隔操作していた。顔が分からないうちは「彼」と戒が判断していたが、実はさほどの歳もない少女である。戒を「アシュラムの犬」と罵って立ち去った。

### E'S  Unknown Kingdom
- 2000年1月発売、ISBN 4-7575-0102-1

アシュラムの任務遂行の際に重傷を負った戒は、ガルドに住む少女・明日香に助けられる。運び込まれた先は、明日香と『便利屋』勇基の暮らす家。ここで彼らは運命的な出会いを果たす。だが、曳士の指令を受けた追手は戒を殺そうとした。アシュラムに微かな疑念を抱き、戒はガルドに留まることに。そして、勇基の仕事を手伝う事になる。
アンドリュー
とある企業から依頼を受けた勇基達が向かった廃棄工場で、何者かに拉致された明日香が辿り着いた先の部屋にあったモニターに現われた少年。部屋の中で明日香を軟禁するが、彼女にアンディというあだ名を付けられて打ち解け、しかし一緒に来ていた勇基と戒には冷たい態度を見せる。その姿を見せないかに思われていたが、実は自立型清掃ロボットに植えつけられたAIがその正体であり、その正体を勇基に見抜かれ、「外の世界に出してはいけない」と言われ、アンドリュー自身が戒に頼んで破壊された。「今度生まれ変わったら余計な事を考えないようですむような、もっと普通のコンピュータになりたい。人間は難解だ、この僕にも」が後生の言葉である。

## CDブック版
全て書籍扱い。Vol.2「見えざる茨の咎人」はTVアニメ版キャスト。
- GファンタジーコミックCDコレクション E's Vol.1「降り立つ場所」
  - 1998年10月発売、ISBN 4-8702-5390-9
- GファンタジーコミックCDコレクション E's VOL.EXTRA「あらかじめ失われた楽園」
  - 2000年3月発売、ISBN 4-7575-0231-1
- GファンタジーコミックCDコレクション E's Vol.2「見えざる茨の咎人」
  - 2003年9月発売、ISBN 4-7575-1024-1